# Hallinghausen
Hallinghausen, frühere Schreibweise auch Haldinghausen, ist ein wüst gefallener Ort bei Brilon. Der Ort lag an der Nette, etwa 3 km nordöstlich von Alme.

## Geschichte
Hallinghausen war eine alte Pfarrei und Archidiakonat und gehörte kirchlich zum Bistum Paderborn. Die Pfarrei umfasste Dörfer beiderseits der Nette und damit in späterer Zeit im kölnischen Herzogtum Westfalen und im Hochstift Paderborn. Der Ort war möglicherweise kein Dorf, sondern ein größerer Einzelhof, denn in Urkunden wurde er nicht als „Dorf“ bezeichnet.
Hallinghausen wurde 1031 erstmals urkundlich erwähnt, als Bischof Meinwerk von Paderborn die Kirche zu Hallinghausen mit drei dazugehörigen Kapellen an das Kloster Abdinghof verschenkte. Zu den Kapellen gehörte auch Alme, das später Filialkirche von Hallinghausen wurde. Ab dem Ende des 14. Jahrhunderts wurden der Ort und die Pfarrei Hallinghausen nicht mehr genannt. Der Ort ist wie viele andere Orte im späten Mittelalter dem großen Wüstungsprozess zum Opfer gefallen. Es hat sich dabei wohl um einen schleichenden, langsamen Vorgang gehandelt. Dieser setzte um 1300 ein. Über die Gründe für das Verlassen des Ortes gibt es unterschiedliche Theorien. Angedacht wird beispielsweise die Anziehungskraft der Stadt Brilon. Ein weiterer Grund waren Pestepidemien und das Bedürfnis der Bewohner, in befestigten Städten Schutz zu suchen. Die Pfarrei wurde nach Alme verlegt.
1355 besaßen die Edelherren von Büren einen Hof „tho Holdinghausen“, der möglicherweise mit Hallinghausen identisch ist. Später scheint Hallinghausen der erste Besitz der Herren von Meschede in der Herrschaft Alme gewesen zu sein.
Hallinghausen war Sitz eines Freistuhlgerichts, das nach Alme verlegt wurde, möglicherweise zur Zeit der Übertragung des Pfarrrechts.
In der Mitte des 19. Jahrhunderts waren in Hallinghausen Ruinen vorhanden, die auf einen ehemaligen größeren Gutsbesitz hindeuteten.

## Sage
In einer Almer Sage heißt es, Hallinghausen sei ein Tempelherrenkloster gewesen, das versunken ist oder im Krieg zerstört wurde. Die Tempelherren seien umgebracht worden. Außerdem soll von Hallinghausen aus Wegelagerei betrieben worden sein.